# Callao (districte)
Callao (conegut també com El Cercado) és un dels sis districtes de la Província Constitucional de Callao (o Regió del Callao), Perú. És també el districte més cèntric de la ciutat de Callao.
El Riu Chillón marca la frontera del nord del districte amb Ventanilla. A l'est, amb el districte fa frontera amb el de Carmen de la Legua-Reynoso així com els districtes de la província de Lima: San Martín de Porres i Districte de Lima. Bellavista i La Perla són localitzats al sud-est, mentre La Punta limita amb aquest districte a l'oest. L'oceà Pacífic voreja la província a l'oest i al sud.
L'Aeroport Internacional Jorge Chávez i el principal port marítim del Perú estan localitzats en aquest districte, Callao és el més gran port d'entrada al Perú.
La ciutat de Callao forma una conurbació amb Lima i així, el districte s'integra econòmicament, socialment i culturalment amb aquesta ciutat. ( Vegeu: Lima metropolitana ).